# Hermann Tiebert
Hermann Tiebert (* 31. Januar 1895 in Koblenz; † 15. Mai 1978 in Isny) war ein deutscher Maler der neuen Sachlichkeit.

## Leben und Werk
Hermann Tiebert besuchte 1913 die Kunstgewerbeschule in Karlsruhe und ab 1914 die Kunstakademie Karlsruhe.
Von 1914 bis 1916 war er Schüler bei Walter Georgi und ab 1917 Schüler bei Hans Adolf Bühler. Von 1918 bis 1919 war er Meisterschüler bei Wilhelm Trübner.
1921 heiratet Hermann Tiebert die Schweizer Malerin Emmy Daeniker. Das Ehepaar siedelte 1929 nach Ried ins Allgäu um. Das Paar hatte drei Töchter.
Von 1927 bis 1943 hatte er zahlreiche Ausstellungen in ganz Deutschland.
Ein Angebot einer Professur in Dresden 1943 lehnte er ab.
Im Laufe der NS-Zeit wandte er sich von der Formsprache der Neuen Sachlichkeit stilistisch und auch inhaltlich immer mehr der Formsprache der NS-Kunst zu.
Seine Bilder passten sich den Werten des Regimes an. Tiebert bevorzugte als Motive Porträts deutscher Landbevölkerung in Tracht. Sie spiegeln das rassistische Gedankengut der Nationalsozialisten wider: Rasse und Tradition sind Schlagworte der nationalsozialistischen Kunstauffassung. Tiebert war von 1937 bis 1944, außer 1943, auf allen Großen Deutschen Kunstausstellung in München mit 15 Bildern vertreten, von denen 1939 Joseph Goebbels „Mädchen aus dem Kleinen Walsertal“, 1940 Hitler „Jägerbildnis“ und Martin Bormann „Vorarlberger Bauer“ erwarben. Tiebert stand 1944 in der Gottbegnadeten-Liste des Reichsministeriums für Volksaufklärung und Propaganda.
Tieberts Werke hängen in der Staatsgalerie Stuttgart, in der Kunsthalle Karlsruhe und im Lenbachhaus München.

## Ausstellungen
- 1919 Ausstellung in der Galerie Moos, Karlsruhe.
- 1921 Ausstellung Deutsche Kunst, Baden-Baden.
- 1935 Ausstellung Blut und Boden, NS-Kulturgemeinde München.
- 1943 Ausstellung im damaligen Haus der Deutschen Kunst, München.

## Werke (Auswahl)
- Meine Frau und ich. 1928, Lenbachhaus München
- Der Erbhofbauer, um 1934. Auf der Titelseite von Bühlers Jahresausgabe der Monatszeitschrift Das Bild, 1935.[5]